# Sionsko priorstvo
Sionsko priorstvo naj bi bila skrivna združba, ki se pojavlja v mnogih književnih delih in/ali teorijah zarote. Pogosto se jo povezuje s Svetim gralom oziroma Jezusovimi potomci.
Zadnje tako priljubljeno delo, kjer se pojavlja Sionsko priorstvo, je Da Vincijeva šifra.

Sionsko priorstvo so domnevno vodili Veliki Mojstri oziroma Krmarji (Nautonnierji).
- Jean de Gisors (1188-1220)
- Marie de Saint-Clair (1220-1266)
- Guillaume de Gisors (1266-1307)
- Edouard de Bar (1307-1336)
- Jeanne de Bar (1336-1351)
- Jean de Saint-Clair (1351-1366)
- Blanche d'Évreux (1366-1398)
- Nicolas Flamel (1398-1418)
- Rene d'Anjou (1418-1480)
- Iolande de Bar (1480-1483)
- Sandro Filipepi (1483-1510)
- Leonardo da Vinci (1510-1519)
- Connetable de Bourbon (1519-1527)
- Ferrante I. Gonzaga (1527-1575)
- Louis de Nevers (1575-1595)
- Robert Fludd (1595-1637)
- Johann Valentin Andrea (1637-1654)
- Robert Boyle (1654-1691)
- Isaac Newton (1691-1727)
- Charles Radclyffe (1727-1746)
- Charles de Lorraine (1746-1780)
- Maximillian de Lorraine (1780-1801)
- Charles Nodier (1801-1844)
- Victor Hugo (1844-1885)
- Claude Debussy (1885-1918)
- Jean Cocteau (1918-1963)
- Francois Ducaud-Bourget (1963-1981)
- Pierre Plantard (1981-1984)